# Muntura Samsung NX Mini
La muntura d'objectiu Samsung NX, introduïda el 19 de març de 2014, està dissenyada pel seu ús amb càmeres sense mirall d'objectius intercanviables, com la Samsung NX Mini, la primera i única de la sèrie.
Està dissenyada per al seu ús amb un sensor d'imatge d'1" i compta amb un factor de retall de 2.7x. Té una distància de brida de 6.95mm i un diàmetre de 50mm.
La NX Mini és la càmera d'objectius intercanviables més lleugera que ha sortit al mercat.

## Esquema de noms de les càmeres amb muntura NX Mini
| Model   | Any  |
| ------- | ---- |
| NX Mini | 2014 |

El juny de 2015, van circular rumors sobre una NX mini 2. Segons les especificacions filtrades, aquest model comptaria amb el mateix sensor que la NX mini però amb un nou processador, donant capacitat per gravar vídeo 4K. Tindria cobertes frontals intercanviables i una bateria amb menys capacitat (1820 mAh en lloc de 2330 mAh).

## Sigles
Igual que tots els altres fabricants d'objectius, Samsung també usa un conjunt de sigles per a designar aspectes bàsics de cada objectiu:
- ED (Extra-low Dispersion): Incorpora lents de vidre de baixa dispersió
- OIS (Optical Image Stabilizer): Sistema d'estabilitzador d'imatge incorporat a l'objectiu

## Objectius
| Distància focal | Obertura | Any  | Distància mínima d'enfoc | IS | Diametre de filtre |
| --------------- | -------- | ---- | ------------------------ | -- | ------------------ |
| 9mm             | 3.5      | 2014 | 0.11m                    | No | -                  |
| 17mm            | 1.8      | 2014 | 0.18m                    | Sí | 39mm               |
| 9-27mm          | 3.5-5.6  | 2014 | 0.14m                    | Sí | 39mm               |

## Adaptadors
- Adaptador de muntura NX-M (ED-MA4NXM): Presentat el 2014, aquest adaptador permet utilitzar objectius de Samsung amb muntura NX, a càmeres amb muntura NX Mini. Aquest, conserva els automatismes dels objectius.[1][12]